# Santa Joana Antida Thouret (título cardinalício)
Santa Joana Antida Thouret (em latim: Sanctae Ioannae Antidae Thouret) é um título cardinalício estabelecido pelo Papa Francisco em 7 de dezembro de 2024. A igreja titular deste título é a Igreja de Santa Giovanna Antida Thouret, no bairro de Vittoria.

## Titulares protetores
- Dominique Joseph Mathieu, O.F.M.Conv. (desde 2024)